# Toyota-Mainichi Building
La Toyota-Mainichi Building appelé aussi "Midland Square" est un gratte-ciel de Nagoya qui mesure 246,90 mètres pour 47 étages.